# Leptophion townesi
Leptophion townesi là một loài tò vò trong họ Ichneumonidae.